# Primo Gregori
Primo Gregori (Monteprandone, 17 novembre 1932 – San Benedetto del Tronto, 30 luglio 1979) è stato un politico italiano.

## Biografia
Studente autodidatta e lavoratore già da giovanissima età, nel 1948 aderì alla Federazione Giovanile Comunista Italiana e diventò successivamente dirigente della Federmezzadri, nel 1956 Segretario della Camera del Lavoro di San Benedetto del Tronto, e dirigente provinciale della CGIL.
Dal 1952 Iniziò la sua militanza nel PCI, di cui ricoprì incarichi dirigenziali a livello cittadino, provinciale e regionale.
Nel 1960 diventò capogruppo del partito di San Benedetto del Tronto, e dal 1964 al 1970 fece parte della segreteria della Federazione di Ascoli Piceno, di cui ricoprì il ruolo di segretario dal 1973 al 1975.

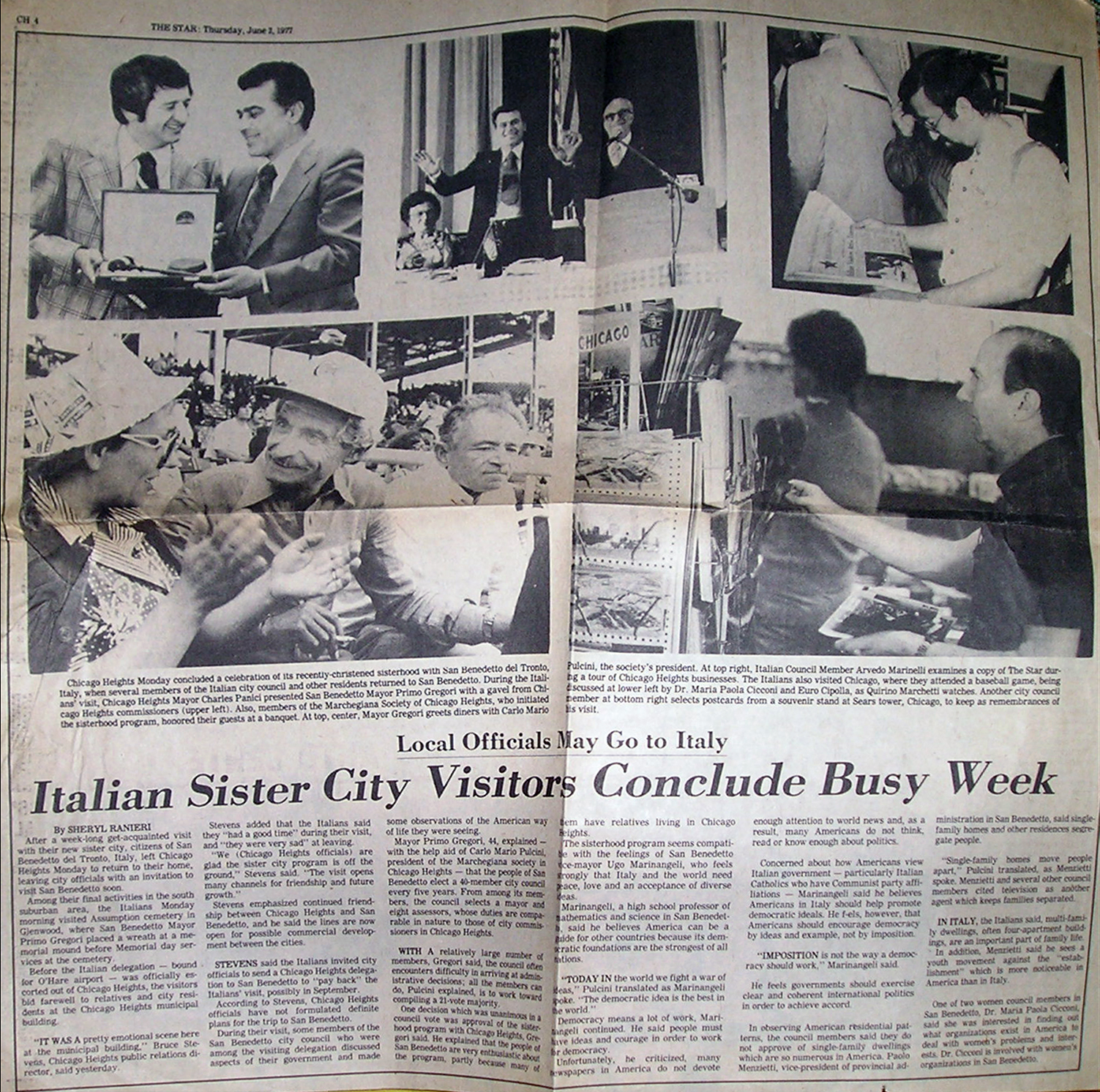
Articolo statunitense relativo al gemellaggio

Consigliere comunale ininterrottamente dal 1956, venne eletto nella prima assemblea consiliare della Regione Marche (1970) e venne riconfermato nella tornata elettorale successiva del 1975.
Su richiesta del suo partito, nel 1976 rassegnò le dimissioni dal consiglio regionale per assumere l'incarico di sindaco di San Benedetto del Tronto alla guida di una coalizione composta da PCI, PSI e Unione Civica.
Come sindaco di San Benedetto del Tronto concluse uno storico gemellaggio, per un sindaco comunista, con la città di Chicago Heights (U.S.A.) e avviò la realizzazione dell'impianto sportivo "piscina comunale" che gli verrà dedicato post mortem.

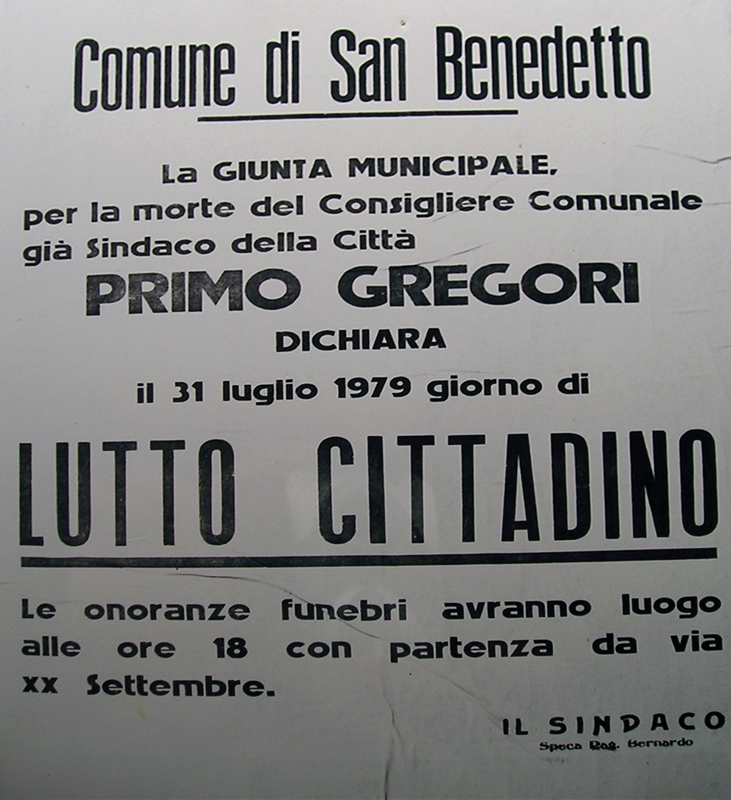
dichiarazione di lutto cittadino

Morì all'età di 47 anni a causa di una malattia. Il comune di San Benedetto del Tronto osservò una giornata di lutto cittadino e la celebrazione funebre vide una grande partecipazione popolare con diversi interventi di stima, anche a mezzo stampa, di alleati e avversari politici.